# Сидзёнавате

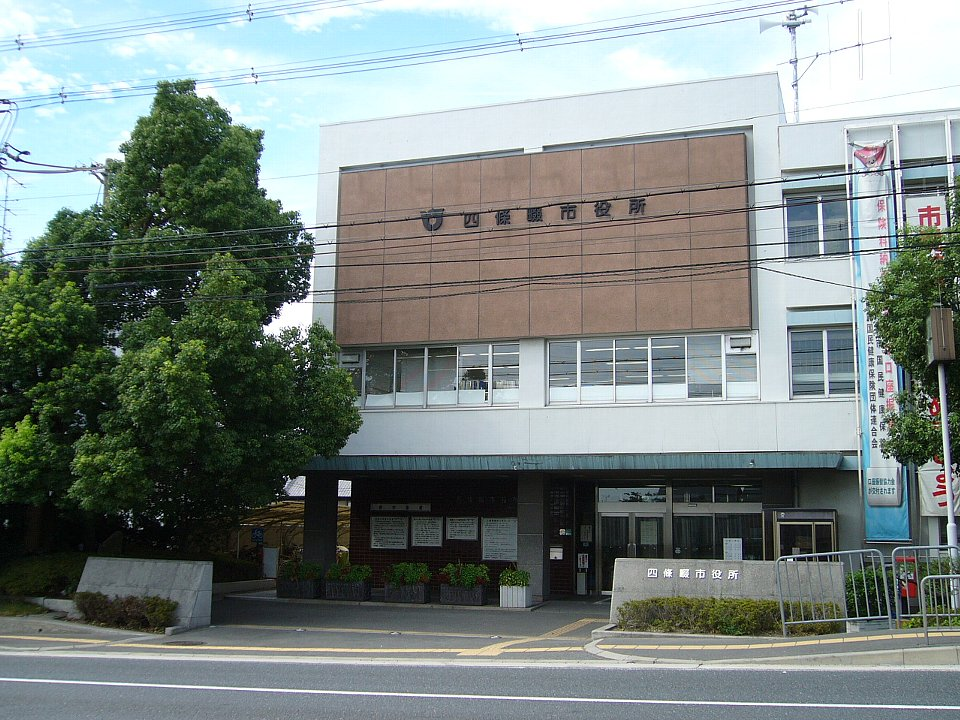
Мэрия города Синдзёвате

Сидзёнавате (яп. 四條畷市 Сидзё:наватэ-си) — город в Японии, находящийся в префектуре Осака. Площадь города составляет 18,74 км², население — 56 662 человека (1 августа 2014), плотность населения — 3023,59 чел./км².

## Географическое положение
Город расположен на острове Хонсю в префектуре Осака региона Кинки. С ним граничат города Неягава, Катано, Дайто, Икома.

## Население
Население города составляет 56 662 человека (1 августа 2014), а плотность — 3023,59 чел./км². Изменение численности населения с 1980 по 2005 годы:
| 1980 | 50 582 чел. |  |
| 1985 | 50 352 чел. |  |
| 1990 | 50 035 чел. |  |
| 1995 | 53 763 чел. |  |
| 2000 | 55 136 чел. |  |
| 2005 | 57 342 чел. |  |

## Символика
Деревом города считается камфорное дерево, цветком — Rhododendron indicum.